# رطبان فيرجيني
رطبان فيرجيني (الاسم العلمي:Hygrocybe virginea) هو نوع من الفطريات يتبع جنس الرطبان من الفصيلة الهدبانية.